# Лоран Кабила
Лоран Дезире Кабила (фр. Laurent-Désiré Kabila; Моба, 27. новембар 1939 — Киншаса, 18. јануар 2001) био је председник Демократске Републике Конго од маја 1997, када је збацио диктатора Мобуту Сесе Секоа после 32 године власти. Функцију председника је вршио до смрти у атентату 2001. На тој функцији га је наследио син Жозеф.
Лоран Кабила је студирао политичке науке у Француској и Танзанији. Истакао се као борац против сецесионистичких снага Катанге 1960, а на страни премијера Патриса Лумумбе. У кратком периоду 1965. Лоран и Че Гевара су били саборци у Конгу. Че Гевара није имао високо мишљење о Лорану Кабили. Седамдесетих година је развио лична пријатељства са Јовери Мусевенијем, будућим председником Уганде, и Полом Кагамеом, будућим председником Руанде. Ова познанства ће му касније бити од кључног значаја у војној кампањи против Мобутуовог режима.
Кабила је предводио победничке снаге Тутсија у Првом конгоанском рату. Без много успеха је водио кампању у Другом конгоанском рату. Од пораза га је спасла интервенција Анголе, Зимбабвеа и Намибије на његовој страни.
Сам је за себе тврдио да је марксиста и поштовалац Мао Цедунга. Своје левичарске тенденције је више демонстрирао у младости, док је у време владавине његова економска идеологија је била између капитализма и колективизма. Показивао је склоност ка ауторитарној владавини и корупцији.